# Безручко Марко Данилович
Марко Данилович Безручко (31 жовтня 1883, Токмак, нині Запорізької області — 10 лютого 1944, Варшава, Генерал-губернаторство, Третій Рейх) — український військовий діяч, генерал-хорунжий Армії УНР, творець і один із командирів так званого «Дива на Віслі» — військової операції з відбиття наступу російсько-більшовицьких окупантів під Варшавою, яка врятувала незалежність Польщі в 1920 році.
Відповідно до українського законодавства є борцем за незалежність України у XX столітті.

## Життєпис

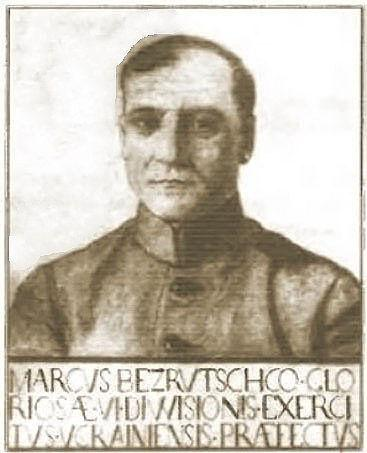

Відвідини Євгеном Коновальцем штабу 11-ї дивізії Січових Стрільців (командир Роман Сушко), Шепетівка, серпень-вересень 1919 р. Зліва направо сидять: 2-й Михайло Матчак, далі Марко Безручко, Євген Коновалець, Роман Сушко, Юрій Отмарштейн

Уряд Директорії та вище командування Армії УНР після наради в Ялтушкові, 7.11.1920 р.
Перший ряд: Іван Омелянович-Павленко (1), Симон Петлюра (2), Михайло Омелянович-Павленко (3), Гаврило Базильський (4).
Другий ряд: Андрій Лівицький (5), Олександр Саліковський (6).
Третій ряд: Євген Архипенко (7), Олександр Удовиченко (8), Олексій Галкин (9), Олександр Загродський (10), Пінхас Красний (11), Марко Безручко (12), Андрій Долуд (13), Петро Ліпко (14), Андрій Гулий-Гуленко (15), Сергій Тимошенко (16)

Народився в місті Токмак на Запоріжжі.
У 1908 році закінчив Одеське піхотне юнкерське училище, в 1914 — Миколаївську військову академію в Петербурзі. На різних офіцерських посадах у російській армії воював і був пораненим у роки Першої світової війни.

### На службі Україні
З 8 травня 1918 — помічник, а з 15 грудня 1918 — начальник оперативного відділу Головного управління Генерального штабу Армії Української Держави.
З 12 березня 1919 — начальник штабу Окремої Запорізької бригади імені Симона Петлюри Дієвої армії УНР.
З 26 квітня 1919 — начальник штабу Корпусу Січових Стрільців (командир Євген Коновалець), член Стрілецької Ради.
7 грудня 1919 інтернований польською владою. Перебував на штабних посадах. З січня 1920 року опинився на фронті. Організатор і — з 8 лютого 1920 — командир 6-ї Січової дивізії Армії УНР, що формувалася з інтернованих українських військових у фортеці в Брест-Литовську.
Після підписання Варшавського договору 1920 дивізії Марка Безручка та Олександра Удовиченка спільно з польською армією розпочали наступ на Київ під час польсько-радянської війни 1920. 6 травня 1920 року підрозділи 6-ї дивізії зайняли станцію Боярка. За даними історика Андрія Ковальова, штаб Армії УНР у Боярці розміщувався в особняку Александрової (нині — Боярська дитяча школа мистецтв). 7 травня — дивізія Безручка в авангарді польсько-українських військ зайняла Київ.
9 травня 1920 року взяв участь у параді польсько-українських військ на Хрещатику.
У червні почалося формування 6-ї дивізії, яку очолив Безручко, згодом саме вона завдасть смертоносного удару більшовицьким військам під командуванням Михайла Тухачевського.
З серпня 1920 командував Середньою групою військ Армії УНР. Разом із начальником штабу 6-ї дивізії полковником Всеволодом Змієнком очолював героїчну оборону міста Замостя 28 серпня — 2 вересня та вийшов переможцем у запеклих боях союзних польсько-українських військ (6-та січова стрілецька дивізія УНР і 31-й польський полк) проти першої кінної армії Будьонного. Середня група військ під його проводом вела восени контрнаступ проти більшовицьких військ, зайняла Поділля по лінії Шаргород — Бар — Літин.
5 жовтня отримав звання генерал-хорунжого.

### В еміграції
Після виснажливих боїв українські війська, покинуті союзниками, відступили за ріку Збруч (21 листопада 1920) і були інтерновані Польщею. Безручко перебував у таборі в Александруві Куявському та в Щипйорні під Калішем.

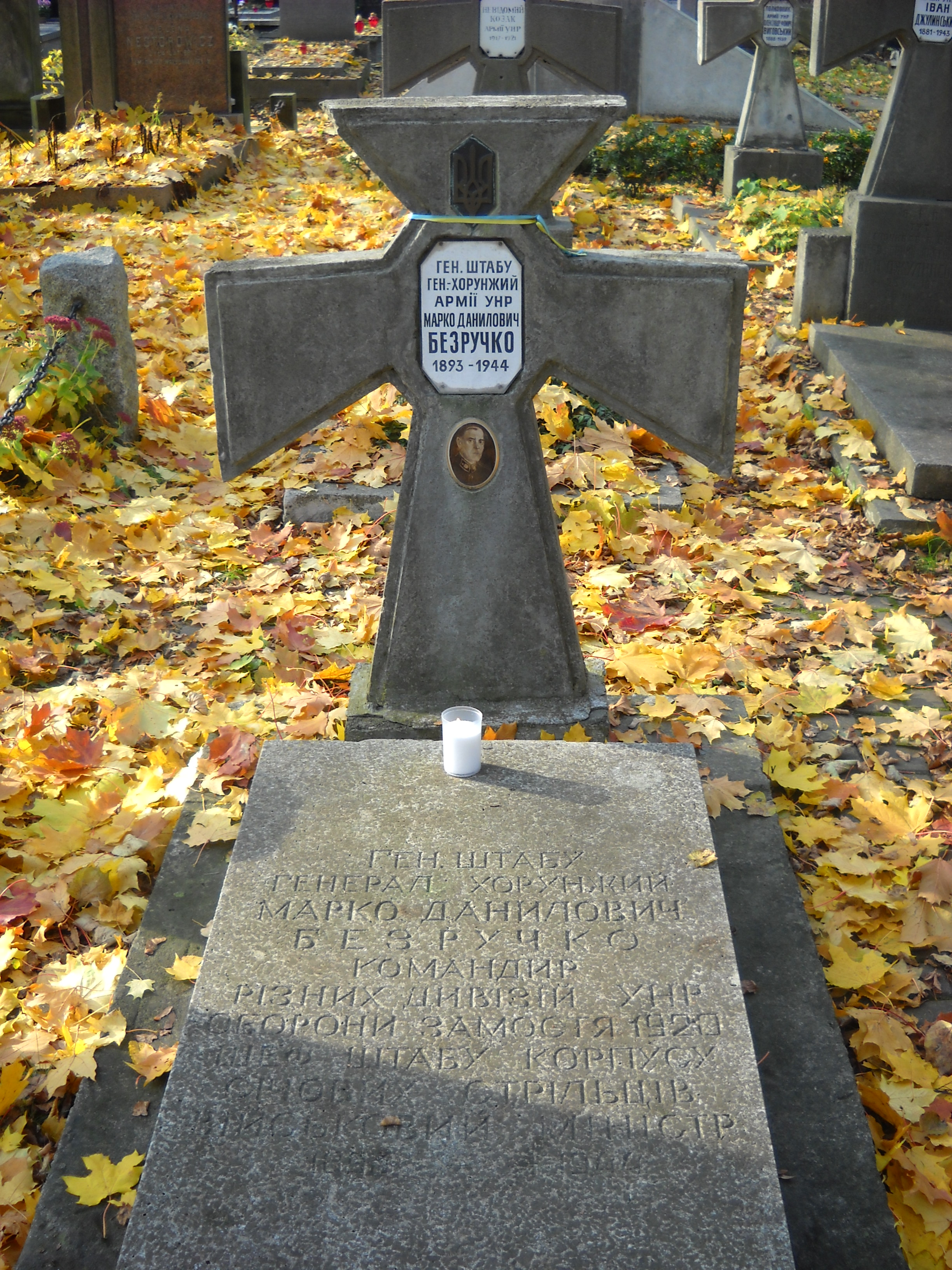
Могила генерала Безручка на цвинтарі у Варшаві

З 23 травня по 5 серпня 1921 року керував військовим міністерством уряду Української Народної Республіки за кордоном (в екзилі), член Вищої Військової Ради УНР. Пішов з посади «за власним бажанням» на знак протесту у «справі генерала Гаврила Базильського». З 1927 року був членом засекреченого 29-го особового українського Генерального штабу міністра військових справ ДЦ УНР в екзилі генерала Володимира Сальського. Працював у Варшаві в польському військовому картографічному інституті. Був головою Українського клубу УНР в екзилі. З листопада 1940 року, після смерті генерала Сальського, зайняв його пост міністра екзильного уряду. В 1931—1935 роках — голова Українського воєнно-історичного товариства у Варшаві. Був редактором та видавцем військово-історичного мемуарного збірника «За Державність».
Автор книги «Українські Січові Стрільці на службі Батьківщині».
Помер 10 лютого 1944 року у Варшаві. Похований у православній частині міського цвинтаря «Воля» у Варшаві, поруч із могилою друга — генерала Всеволода Змієнка. Там само поховано близько сотні видатних полководців і державних діячів УНР.

## Вшанування пам'яті

### Україна
- У Києві є вулиця Марка Безручка[6].
- У Рівному є проспект Генерала Безручка[7].
- У Вінниці є вулиця Генерала Безручка, провулок Генерала Безручка та проїзд Генерала Безручка[8].
- 10 жовтня 2020 року у місті Боярка, під Києвом, на стіні будинку Боярської дитячої школи мистецтв, відкрили меморіальний барельєф на честь Безручка[1].
- Указом Президента України №606/2022 від 24 серпня 2022 року 110 ОМБр надано почесне найменування "імені генерал-хорунжого Марка Безручка".
- 23 лютого 2023 року у місті Шепетівка вулицю Достоєвського перейменували на вулицю Марка Безручка.[9]
- 27 квітня 2023 року у місті Кам'янка провулок Галі Кудрі перейменували на вулицю Генерала Безручка.
- 3 червня 2024 року у місті Запоріжжя вулицю Кутузова  перейменували на вулицю Марка Безручка.[10]
- 26 липня 2024 року у місті Дніпро вулицю Новоорловську перейменували на вулицю Генерала Безручка.[11]
- 26 липня 2024 року у місті Кривий Ріг вулицю Недєліна перейменували на вулицю Генерала Безручка.

### Польща
- 15 серпня 2016 року міністр оборони Польщі Антоній Мацеревич поклав квіти до могили генерал-хорунжого Армії УНР Марка Безручка. Подія, яка розпочинала урочистості, відбулася в рамках святкування Дня Війська Польського[12][13].
- У Вроцлаві, в червні 2018 року, іменем Марка Безручка названо кільцеве перехрестя[14].
- У липні 2020 року Міська рада Варшави вирішила назвати один зі скверів у польській столиці іменем генерала Армії Української Народної Республіки Марка Безручка[15]. 13 серпня 2020 року урочисто відкрито у Варшаві, в районі Воля, неподалік цвинтаря, де похований генерал, сквер імені генерала Армії УНР Марка Безручка[16].
- 26 листопада 2020 року одному зі скверів Гданська присвоєно назву імені генерала армії Української народної республіки Марка Безручка.[17]